# Matthew Booth
Matthew Paul Booth (ur. 14 marca 1977 w Fish Hoek) – południowoafrykański piłkarz grający na pozycji środkowego obrońcy.

## Kariera klubowa
Karierę piłkarską Booth rozpoczął w Kapsztadzie, w tamtejszym klubie Cape Town Spurs. W 1996 roku zadebiutował w jego barwach w Premier Soccer League i do 1999 roku był podstawowym zawodnikiem tego zespołu. Następnie przeszedł do innego pierwszoligowca, Mamelodi Sundowns. W 2000 roku osiągnął z Mamelodi swój pierwszy większy sukces, gdy wywalczył z nim mistrzostwo Republiki Południowej Afryki. Na początku 2001 roku został wypożyczony do angielskiego Wimbledonu, grającego w Division One, jednak nie wystąpił tam w żadnym spotkaniu i latem powrócił do Mamelodi, w którym grał do 2002 roku.
Latem 2002 Booth wyjechał do Rosji i został piłkarzem klubu Rotsielmasz Rostów. W Rostsielmaszu grał do lata 2004 roku, ale nie odniósł z nim większych sukcesów. Następnie przeszedł do Krylji Sowietow Samara, w której został mianowany kapitanem. W sezonie 2004 zajął z Krylją 3. miejsce w lidze, najwyższe w historii klubu. W 2005 roku wystąpił z Krylją w rozgrywkach Pucharu UEFA. W drużynie z Samary grał do końca sezonu 2008, a w lidze rosyjskiej rozegrał łącznie 151 meczów i strzelił 8 bramek.
Na początku 2009 roku Booth wrócił do Mamelodi Sundowns, z którym zajął 8. miejsce w lidze RPA.
| Sezon   | Klub                   | Kraj              | Rozgrywki             | Mecze | Bramki |
| ------- | ---------------------- | ----------------- | --------------------- | ----- | ------ |
| 1996/97 | Cape Town Spurs        | Południowa Afryka | Premier Soccer League | 36    | 0      |
| 1997/98 | Cape Town Spurs        | Południowa Afryka | Premier Soccer League | 33    | 2      |
| 1998/99 | Cape Town Spurs        | Południowa Afryka | Premier Soccer League | 32    | 3      |
| 1999/00 | Mamelodi Sundowns      | Południowa Afryka | Premier Soccer League | 29    | 3      |
| 2000/01 | Mamelodi Sundowns      | Południowa Afryka | Premier Soccer League | 27    | 2      |
| 2000/01 | Wimbledon F.C.         | Anglia            | Division One          | 0     | 0      |
| 2001/02 | Mamelodi Sundowns      | Południowa Afryka | Premier Soccer League | 34    | 0      |
| 2002/03 | Mamelodi Sundowns      | Południowa Afryka | Premier Soccer League | 1     | 0      |
| 2002    | Rostsielmasz Rostów    | Rosja             | Priemjer-Liga         | 8     | 0      |
| 2003    | FK Rostów              | Rosja             | Priemjer-Liga         | 28    | 1      |
| 2004    | FK Rostów              | Rosja             | Priemjer-Liga         | 16    | 0      |
| 2004    | Krylja Sowietow Samara | Rosja             | Priemjer-Liga         | 8     | 1      |
| 2005    | Krylja Sowietow Samara | Rosja             | Priemjer-Liga         | 18    | 1      |
| 2006    | Krylja Sowietow Samara | Rosja             | Priemjer-Liga         | 28    | 3      |
| 2007    | Krylja Sowietow Samara | Rosja             | Priemjer-Liga         | 28    | 2      |
| 2008    | Krylja Sowietow Samara | Rosja             | Priemjer-Liga         | 25    | 0      |
| 2008/09 | Mamelodi Sundowns      | Południowa Afryka | Premier Soccer League | 4     | 0      |
| 2009/10 | Mamelodi Sundowns      | Południowa Afryka | Premier Soccer League | 15    | 0      |
| 2010/11 | Mamelodi Sundowns      | Południowa Afryka | Premier Soccer League | 19    | 0      |
| 2011/12 | Ajax Kapsztad          | Południowa Afryka | Premier Soccer League | 17    | 5      |
| 2012/13 | Ajax Kapsztad          | Południowa Afryka | Premier Soccer League | 23    | 0      |
| 2013/14 | Bidvest Wits           | Południowa Afryka | Premier Soccer League | 19    | 1      |

## Kariera reprezentacyjna
W 1997 roku Booth wziął udział w młodzieżowych Mistrzostwach Świata. W pierwszej reprezentacji RPA zadebiutował 20 lutego 1999 roku w wygranym 2:1 meczu COSAFA Cup 1999 z Botswaną. W 2000 roku wystąpił z kadrą olimpijską na Igrzyskach Olimpijskich w Sydney. Z kolei w 2002 roku był w kadrze RPA na Puchar Narodów Afryki 2000. W 2009 roku został powołany przez selekcjonera Joela Santanę do kadry na Puchar Konfederacji 2009.